# یواس‌اس میفلن (ای‌پی‌ای-۲۰۷)
یواس‌اس میفلن (ای‌پی‌ای-۲۰۷) (به انگلیسی: USS Mifflin (APA-207)) یک کشتی است که طول آن ۴۵۵ فوت (۱۳۹ متر) می‌باشد. این کشتی در سال ۱۹۴۴ ساخته شد.